# Abadía de Cadouin
La abadía de Cadouin (en francés: Abbaye de Cadouin; en occitano: Cadonh) es una abadía medieval de Francia situada en la comuna de Le Buisson-de-Cadouin, departamento de Dordoña (Aquitania). Construida entre los siglos XII al XV y luego restaurada en el siglo XIX. El claustro original fue demolido en el siglo XVIII, y fue redescubierto en la segunda mitad del siglo XX.
La iglesia abacial fue objeto de una clasificación al título de monumento histórico de Francia, parte de la primera lista de monumentos del país, la lista de monumentos históricos de 1840, que contaba con 1034 monumentos. En 1975 se hizo una nueva clasificación concerniente a los vestigios del claustro.
Desde 1998 la colegiata esta declarada como Patrimonio de la Humanidad por la Unesco , entre otras iglesias de peregrinación a Santiago de Compostela, en el conjunto de «Caminos de Santiago de Compostela en Francia» (n.º ref. 868-003).

## Historia

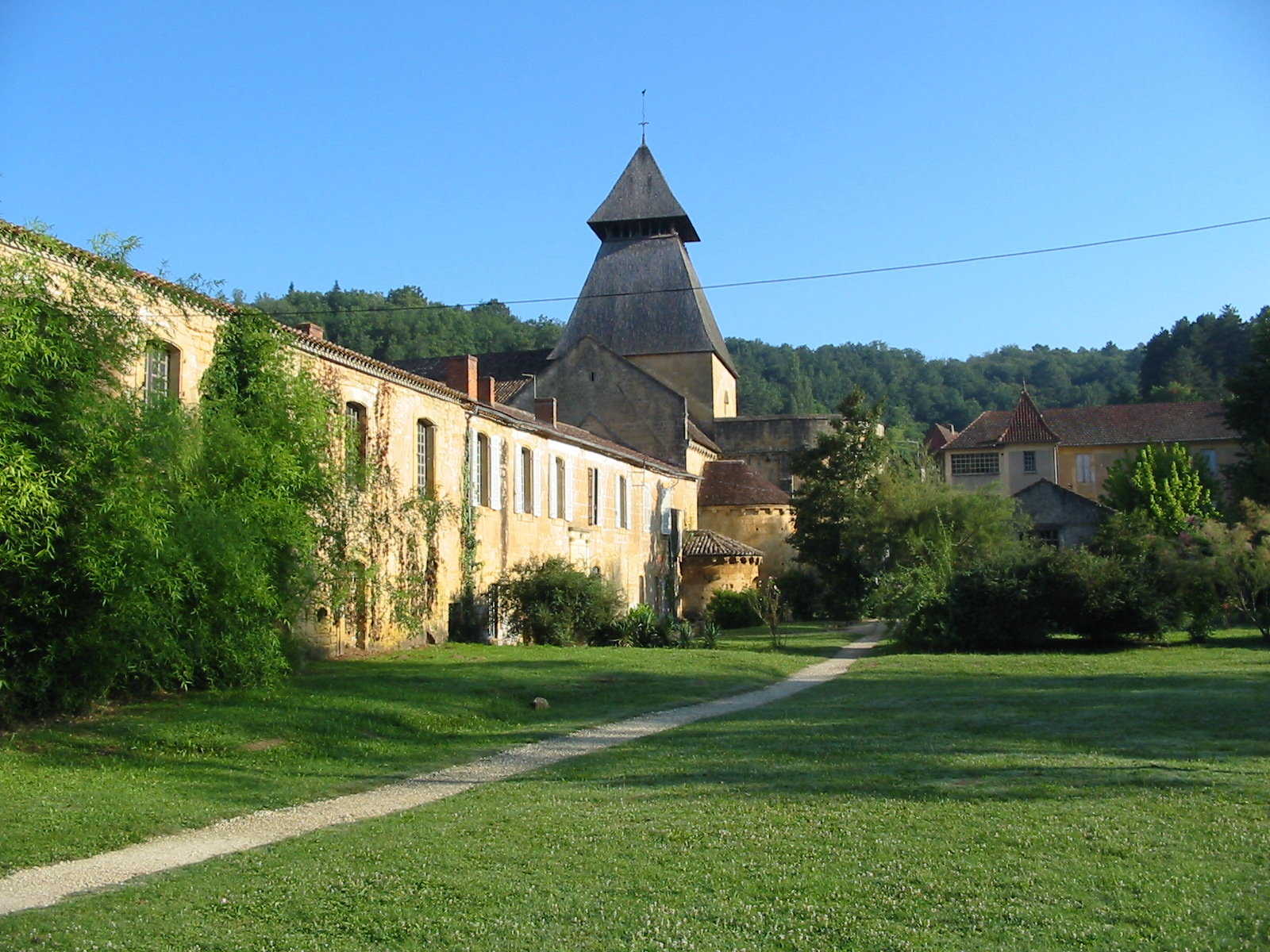
La abadía de Cadouin.

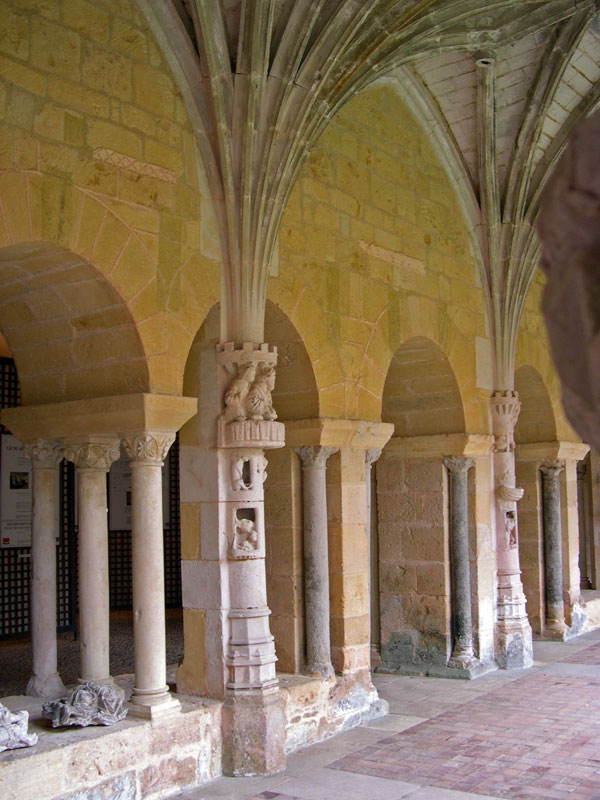
Sala capitular.

El lugar de Cadouin fue ocupado ya en 1113 por seguidores de Géraud de Salles, pero la fundación formal de la abadía no tuvo lugar hasta en 1119 después de haber recibido unas donaciones que permitieron su desarrollo. Inicialmente ya pasó a depender de Pontigny, centro importante de la orden del cister. La iglesia se consagró en 1154. Uno de los motivos del esplendor de este lugar venía por la posesión de la conocida como «sábana santa de Cadouin», objeto de una gran devoción.
Con la guerra de los Cien Años (1337-1453) llegó la decadencia y los monjes se vieron obligados a abandonar el recinto y captar para sobrevivir. Al final del conflicto sólo quedaban en la abadía el superior y dos monjes, pero se pudo rehacer. En el transcurso de este período de inestabilidad el santo sudario de Cadouin fue sacado de la abadía y custodiado en Toulouse, entre 1392 y 1455.
Después del período de inestabilidad se detecta un resurgimiento, que permite incluso rehacer totalmente el claustro, se desmonta la antigua construcción románica y se construye un magnífico ejemplar gótico. Luis XI, rey de Francia (1461-1483), le dio una cierta protección e incluso promovió la devoción del santo sudario.
A partir de 1516 la abadía pasó a estar regida por abades comendatarios (no residentes) y, como en tantos otros lugares, este hecho no favoreció nada la vida monástica. Las guerras de religión (1562-1598) le afectaron gravemente y el lugar cayó en manos de los protestantes que mutilaron el claustro.
En el siglo XVII la protección del obispo le devolvió un cierto impulso, con la confirmación de la autenticidad del santo sudario y la restauración del edificio.
Con la revolución, a finales del siglo XVIII, llegó el fin del monasterio. En aquel momento todavía tenía seis monjes, los archivos fueron quemados y los bienes subastados. El santo sudario fue escondido y salvado, y la iglesia tomó las funciones de parroquia.
Después vino la restauración de los edificios. En época de Prosper Mérimée se dan los primeros pasos, pero la obra no comienza hasta el 1892 y termina en 1945.

## Santo sudario

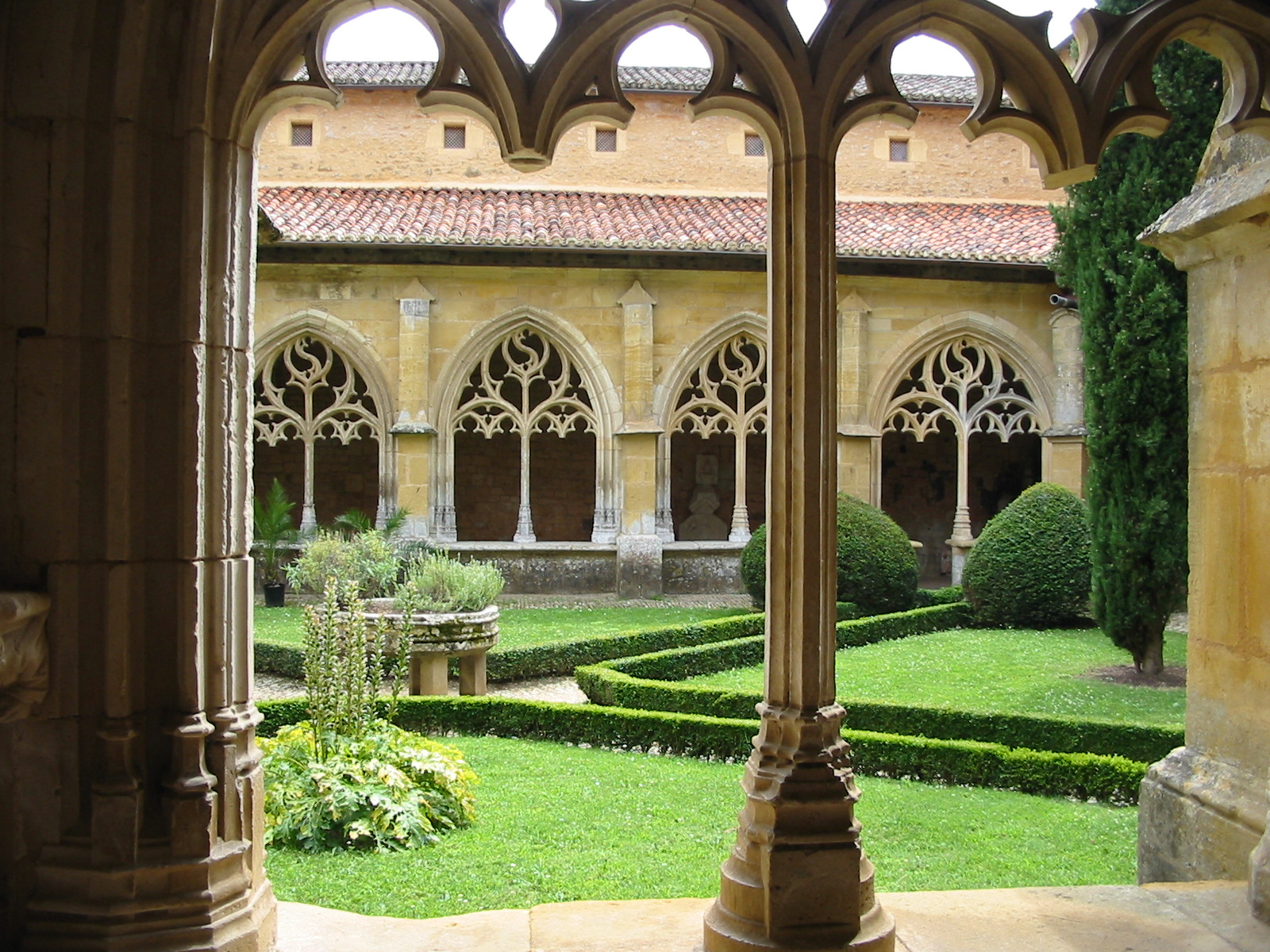
Claustro de la abadía.

Se trata de un tejido de origen egipcio, elaborado a finales del siglo XI y con unas medidas de 1,15 x 2,80 m. Durante muchos años se ha venerado en la abadía como el santo sudario de Cristo, de modo similar a otras piezas cuya devoción han promovido, en otros lugares los fieles y la misma Iglesia.
Se piensa que esta pieza fue importada de Oriente en la época de la Primera Cruzada y que ya se encontraba en este lugar en el momento de su fundación. La primera noticia cierta es del 1214, en un documento de Simón de Montfort. En el transcurso de los siglos, nobles, reyes y papas se han acercado y le han venerado. En 1642, el obispo Jean de Lingendes lo examinó, tras comprobar los documentos que hacen referencia y después proclamó su autenticidad. La devoción se extendió y se hacían exhibiciones anuales de la reliquia que atraían multitudes de fieles. Todo esto acabó en 1934 con un examen cuidadoso de la pieza que determinó su procedencia, incluso tiene inscripciones cúficas que ayudan a fecharlo con precisión. La Iglesia comunicó que no se harían más exhibiciones de la pretendida reliquia, que dejó de serlo.

## Edificios

### La iglesia
Se trata de un edificio de época románica, construido entre 1118 y 1154. Su fachada refleja exteriormente las tres naves interiores: dos contrafuertes la dividen en tres sectores. El central tiene una sencilla portada de medio punto y un ventanal encima, del mismo estilo. A la izquierda hay una doble arcada en la parte baja y un ventanal encima, a la derecha sólo hay el ventanal superior. La parte alta tiene una serie de arcos de medio punto, el central con un óculo.
Es una iglesia de tres naves, con un corto transepto en el que se abren tres ábsides, alineados con las naves. Su decoración es muy simple. En el interior se conserva una imagen de la Virgen de piedra, de la época gótica.

### Claustro
Es el claustro seguramente la parte más interesante de la abadía. Se puede acceder desde la iglesia por un portal de arco apuntado. A pesar de las mutilaciones que ha sufrido aún conserva un importante conjunto de escultura gótica: las mismas tracerías de los ventanales, las claves de bóveda, los capiteles y una sillería espléndidamente decorado.

### Otras dependencias
El claustro centra el monasterio: al norte se encuentra la iglesia, al este la sala capitular y otras dependencias secundarias (encima está el dormitorio), al poniente las dependencias de los conversos, a mediodía la cocina y el refectorio. Más al sur, otro patio centra otras dependencias auxiliares.

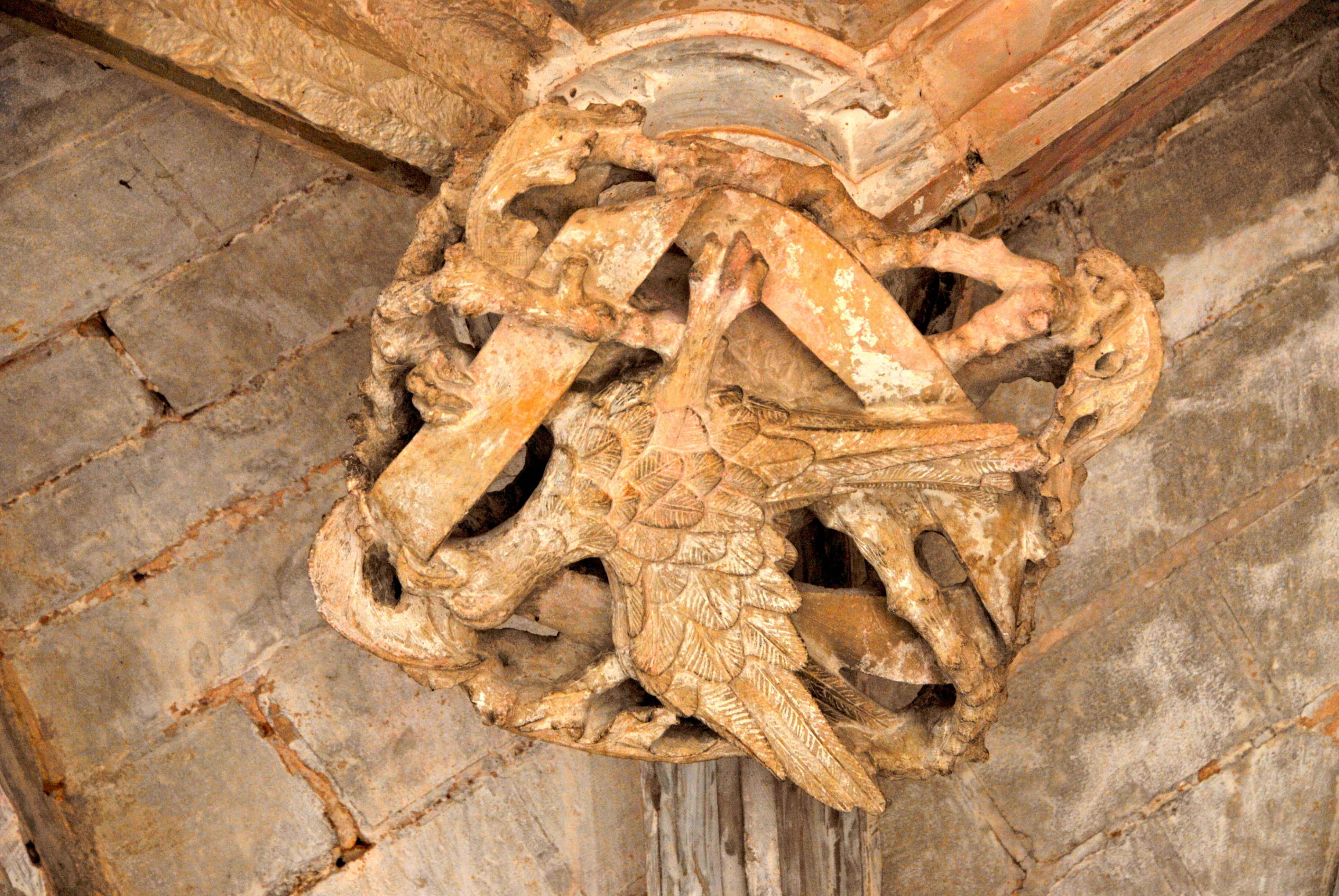
Clave de bóveda en el claustro, con un grifo.
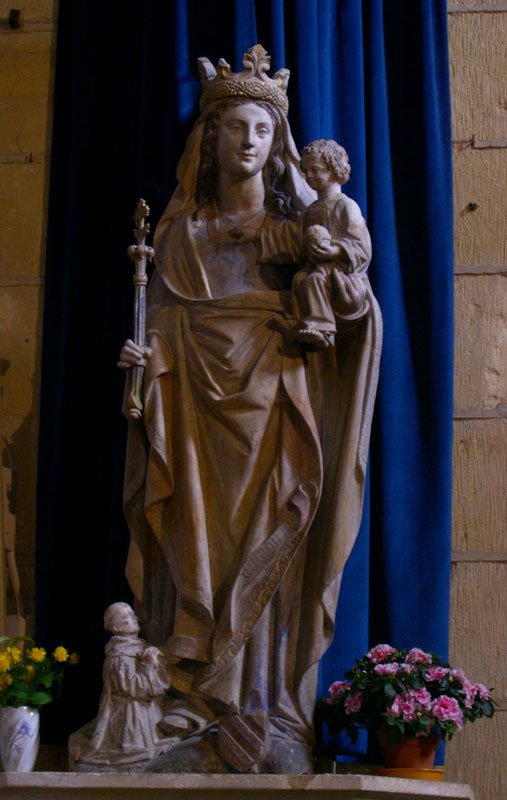
Virgen de Cadouin, en la iglesia del monasterio.
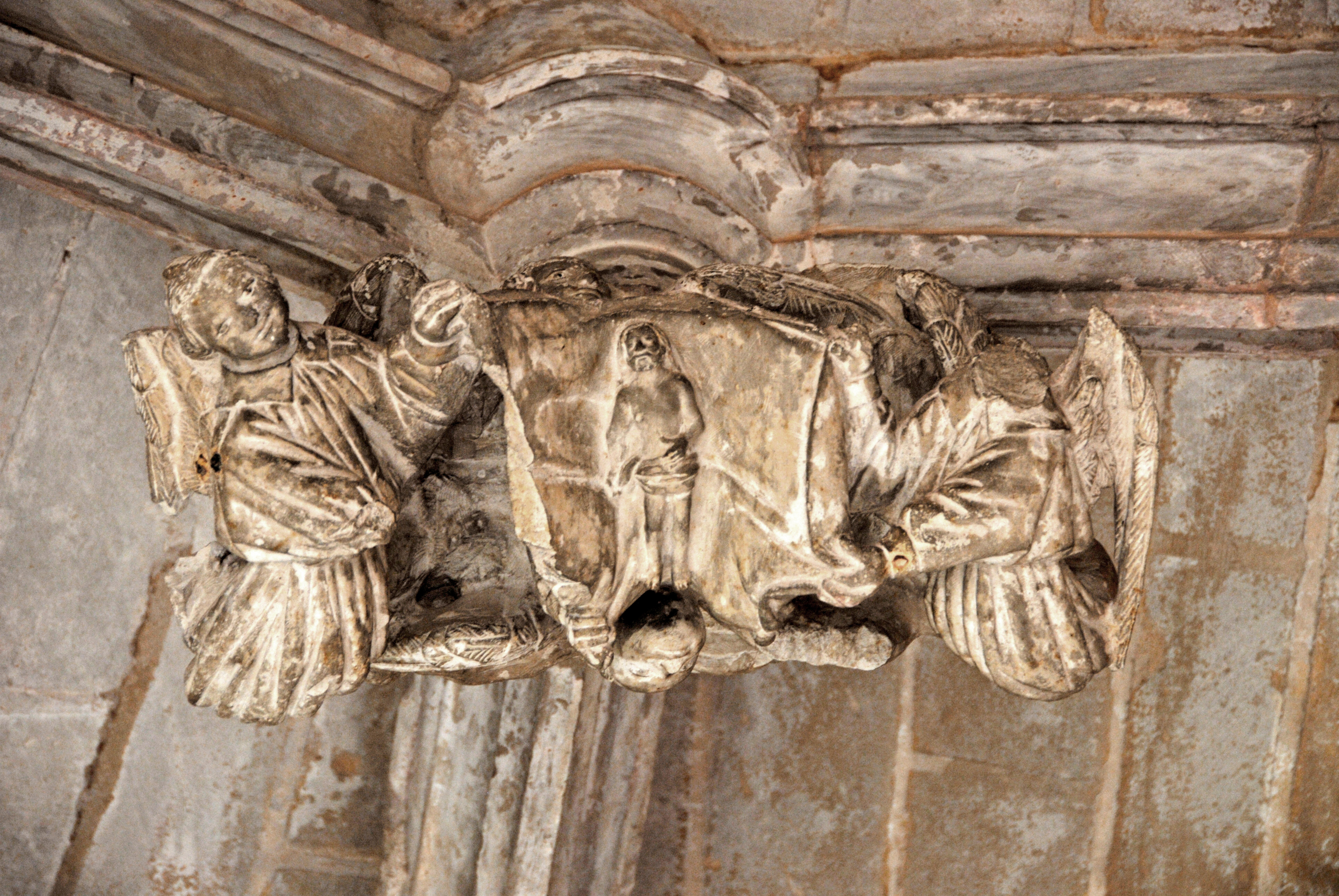
Clave de bóveda en el claustro, La Verònica.